# 湟中边墙遗址
湟中边墙遗址，位于中国青海省湟中县李家山乡、四营乡、坡家乡、上新庄乡，为第六批青海省文物保护单位，公布日期为1998年12月22日，类型为古遗址。
湟中边墙遗址的历史年代为明、清。